# فريدريك ريتشاردز
فريدريك ريتشاردز (بالإنجليزية: Frederick Richards)‏ هو مونتير أمريكي، ولد في 1903 في واشنطن في الولايات المتحدة، وتوفي في 17 فبراير 1949 في لوس أنجلوس في الولايات المتحدة.

## روابط خارجية
- فريدريك ريتشاردز على موقع IMDb (الإنجليزية)
- فريدريك ريتشاردز على موقع قاعدة بيانات الفيلم (الإنجليزية)